# موزه باستان شناسی سالونیک
موزه باستان‌شناسی سالونیک (به یونانی: Αρχαιολογικό Μουσείο Θεσσαλονίκης) در سالونیک مقدونیه مرکزی یونان واقع شده‌است. این موزه دارای مصنوعاتی از عصر هلنیستی اروپای دوران قدیم و روم باستان می‌باشد.

## نگارخانه

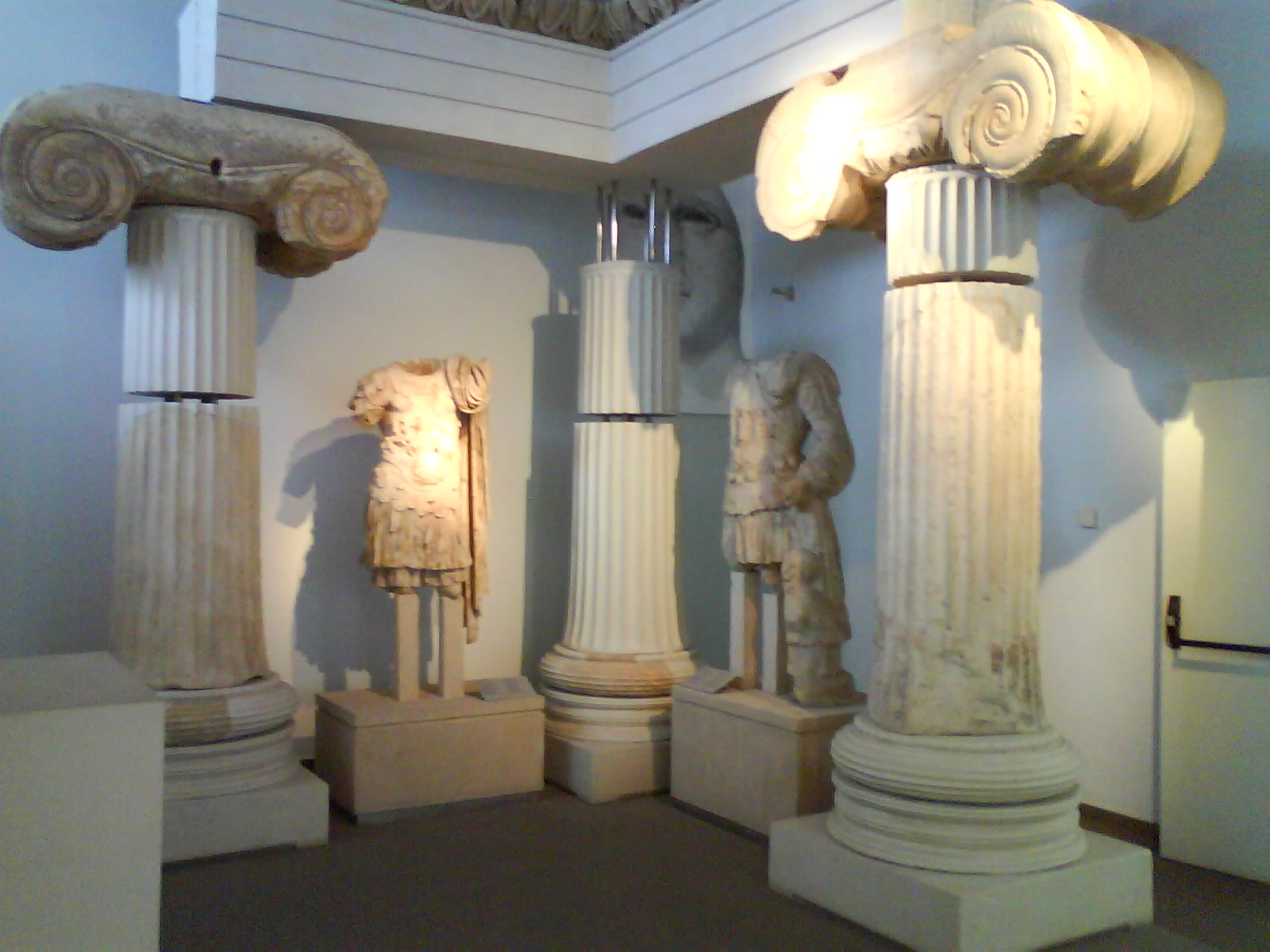
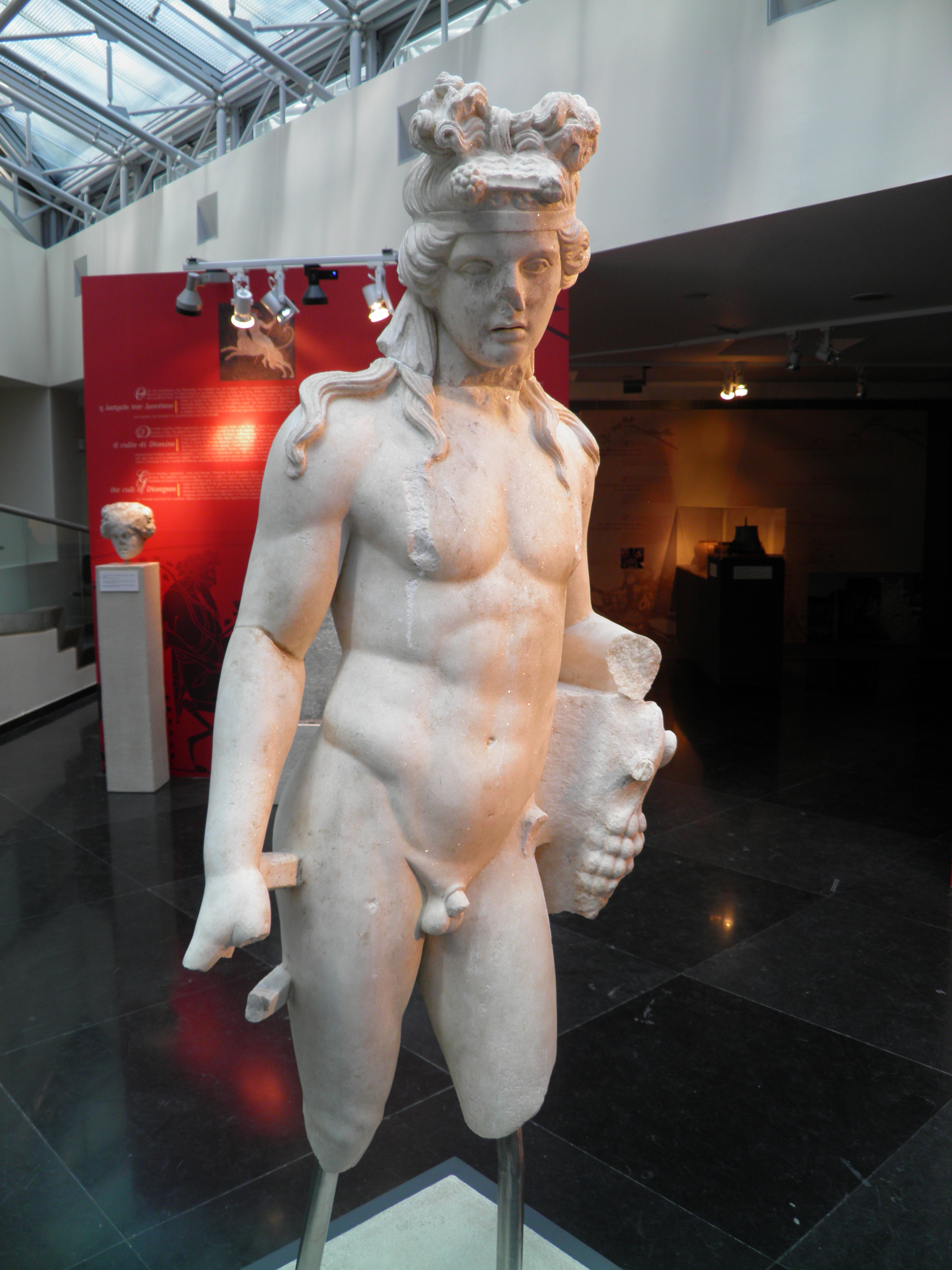
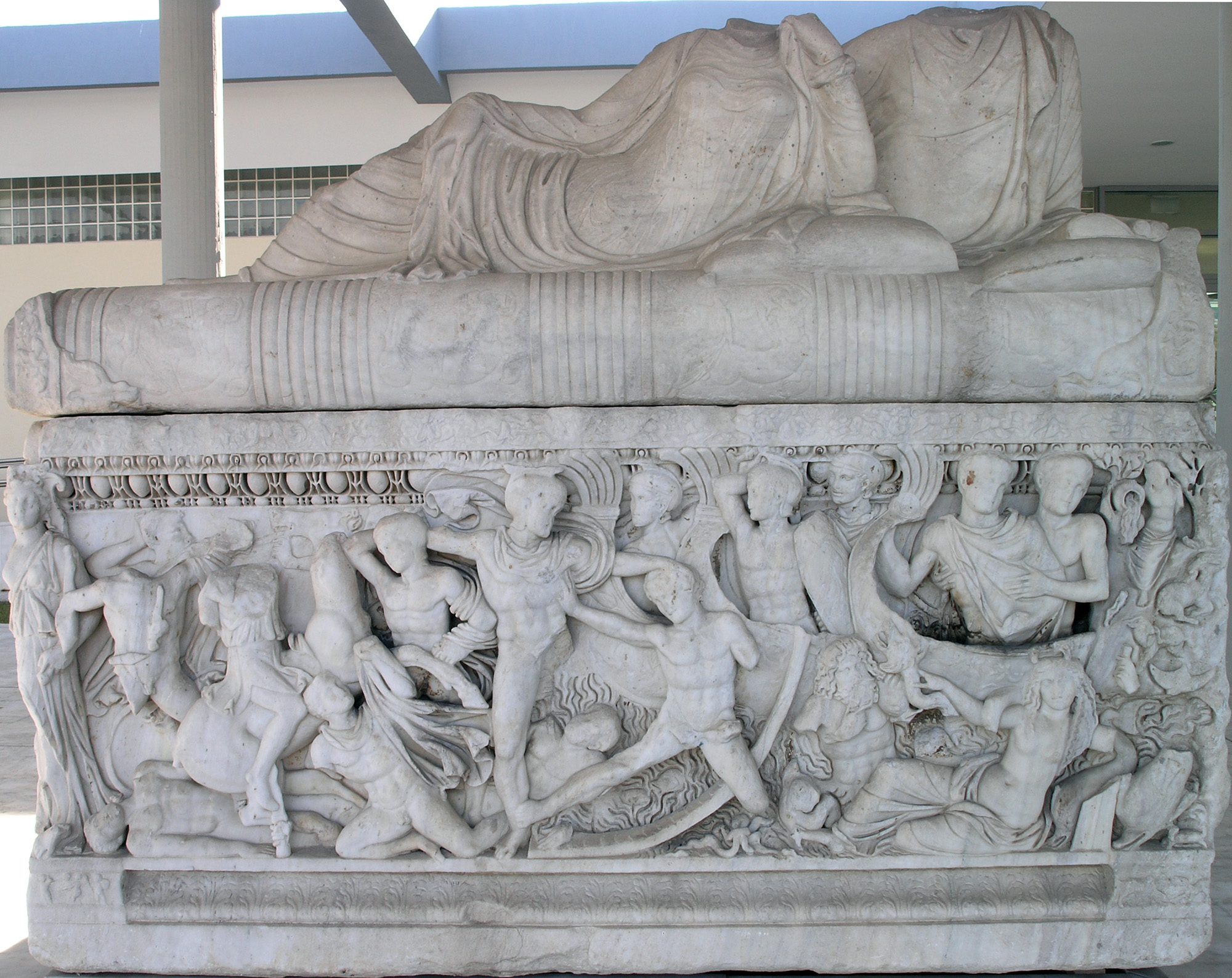
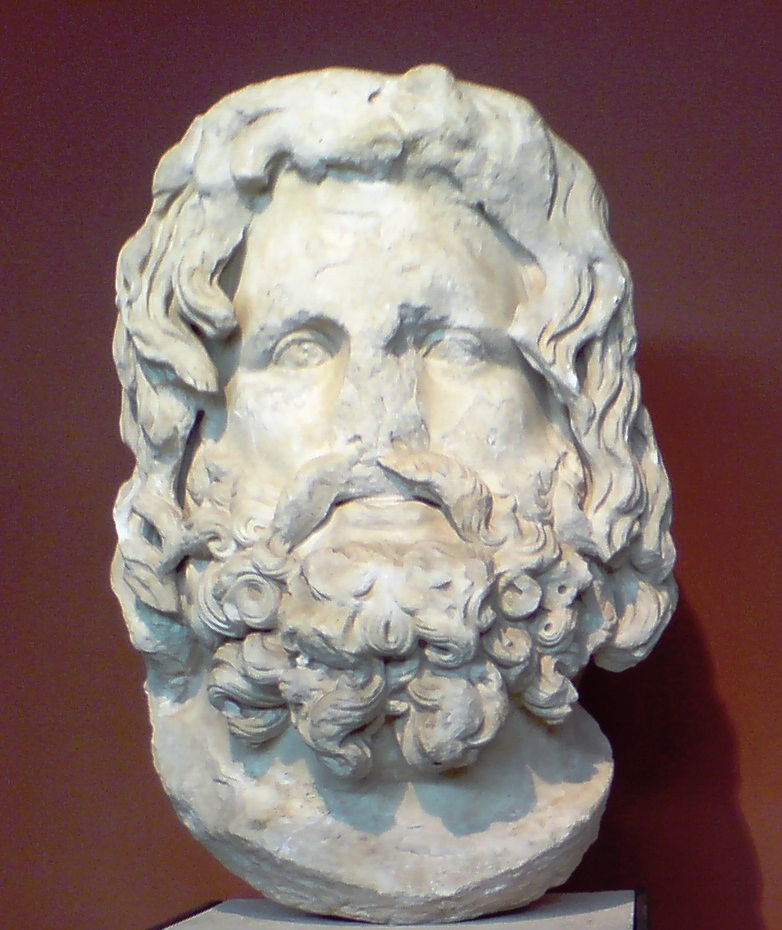
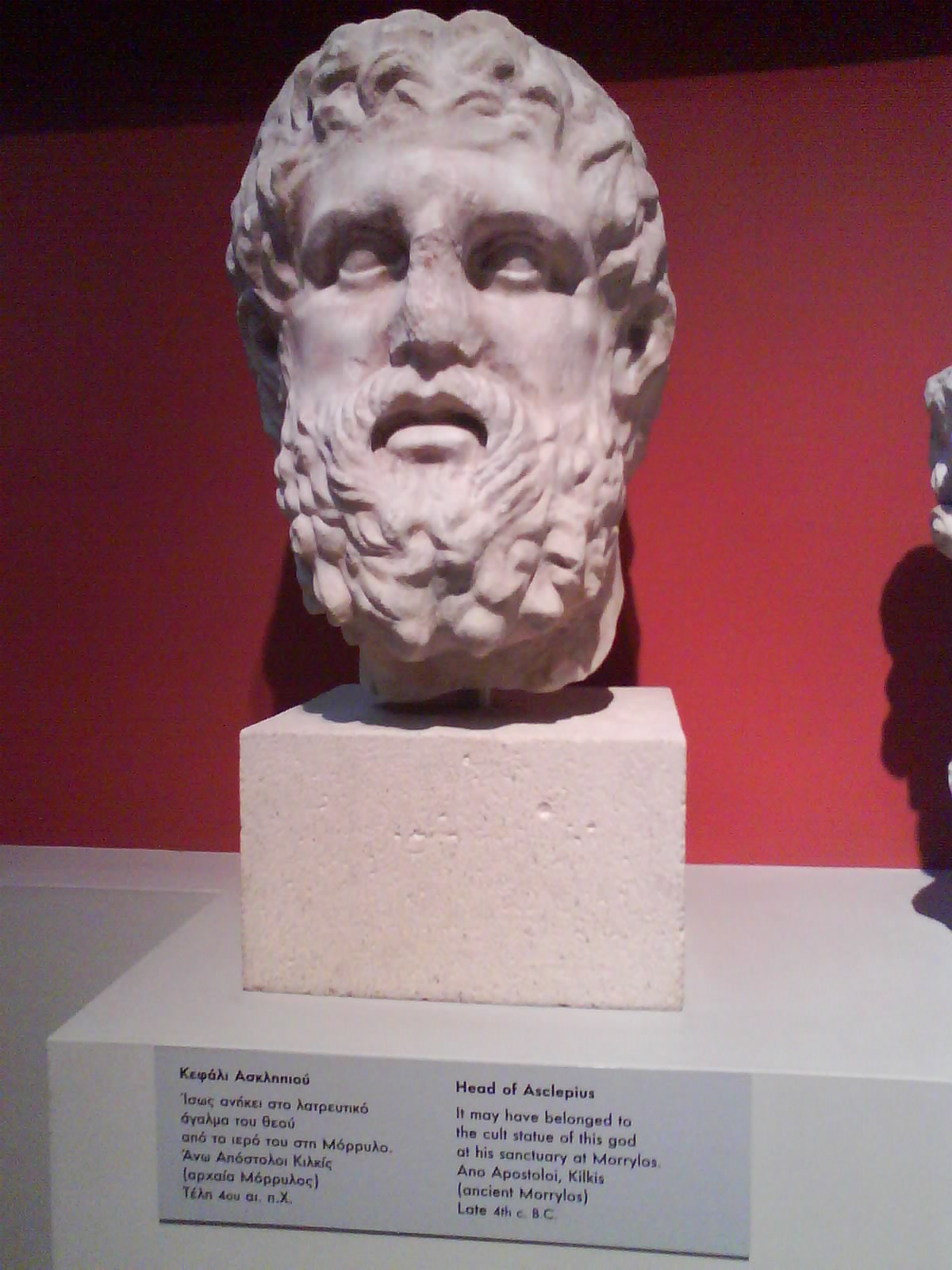
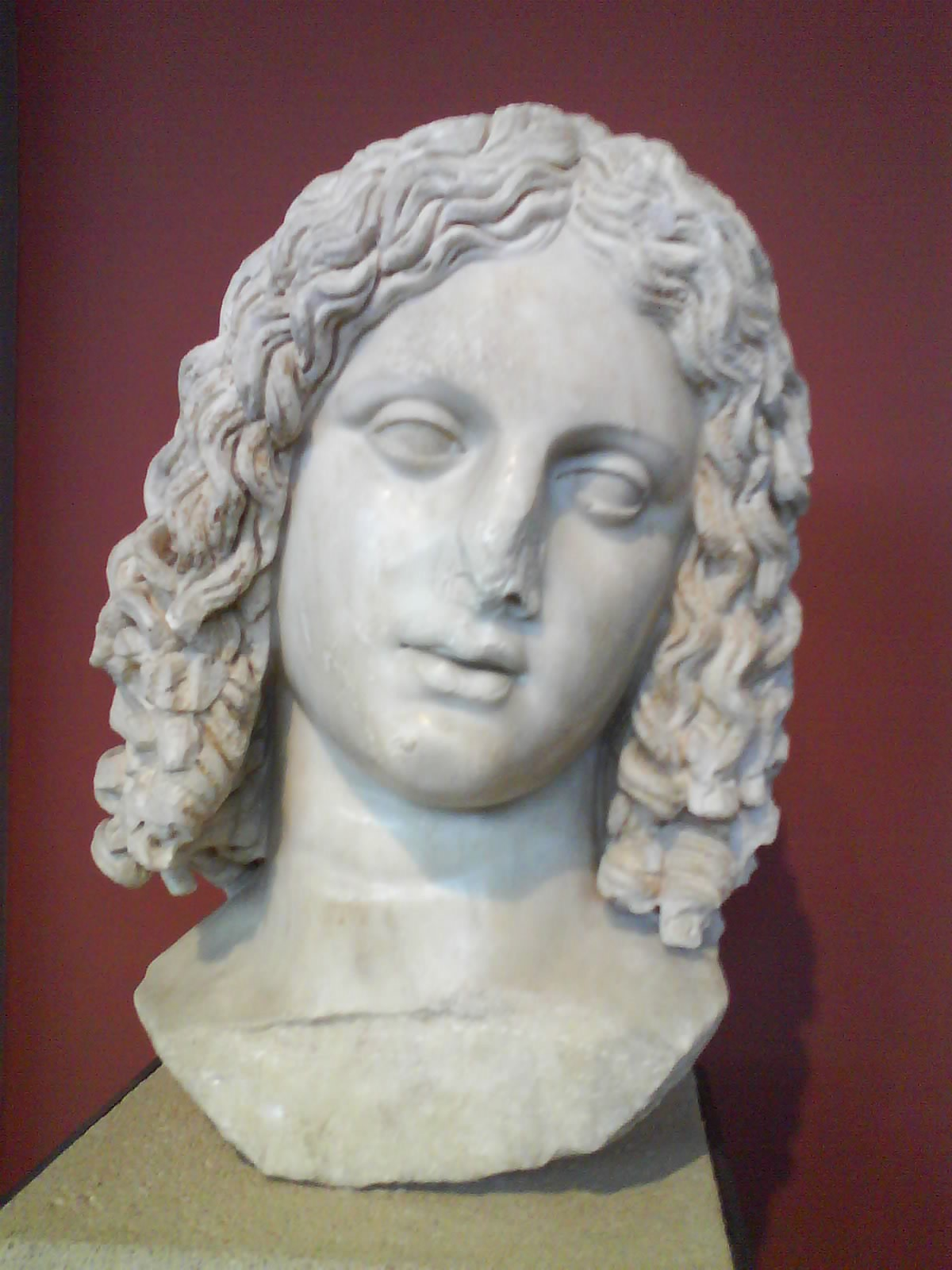
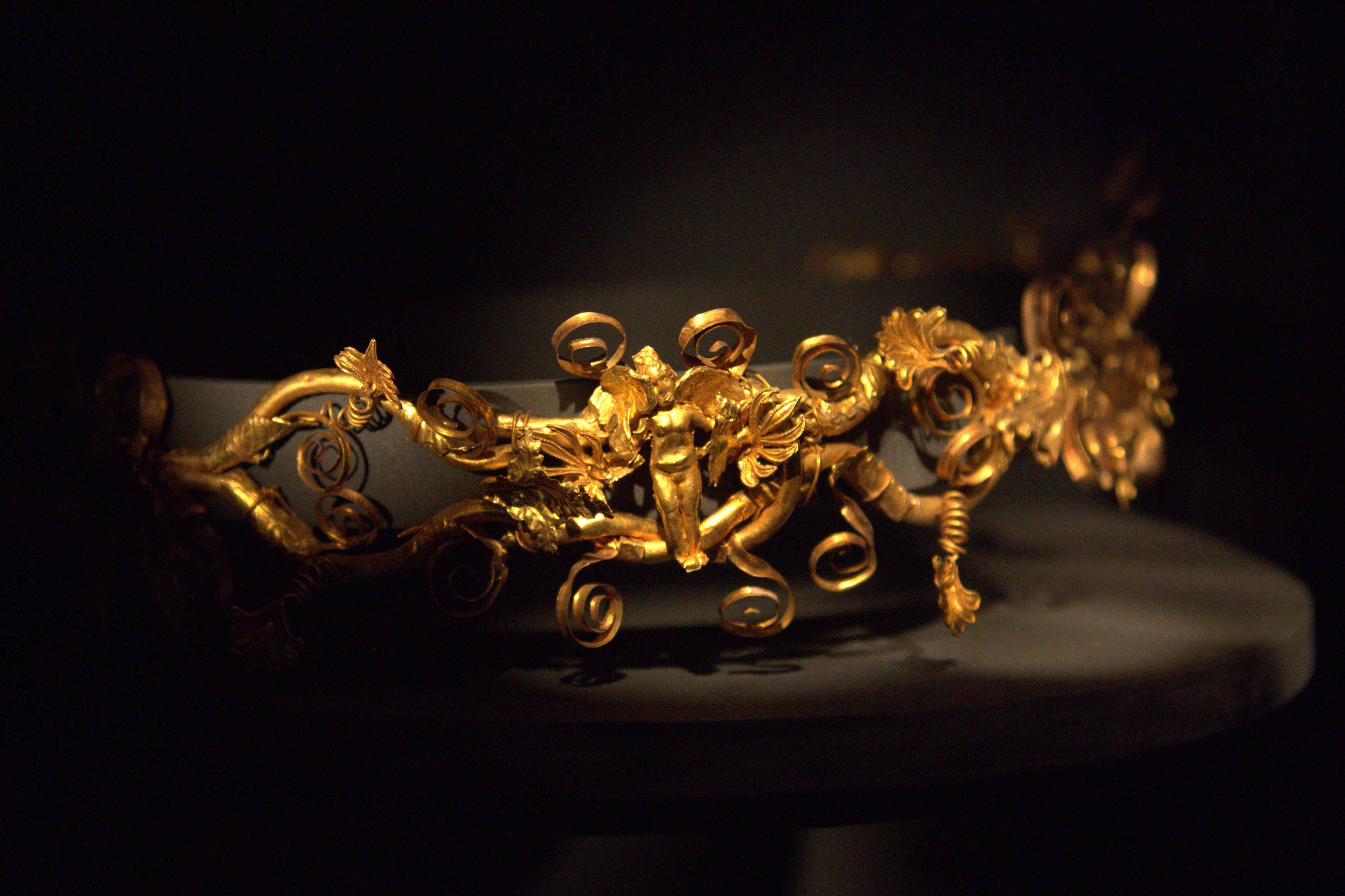
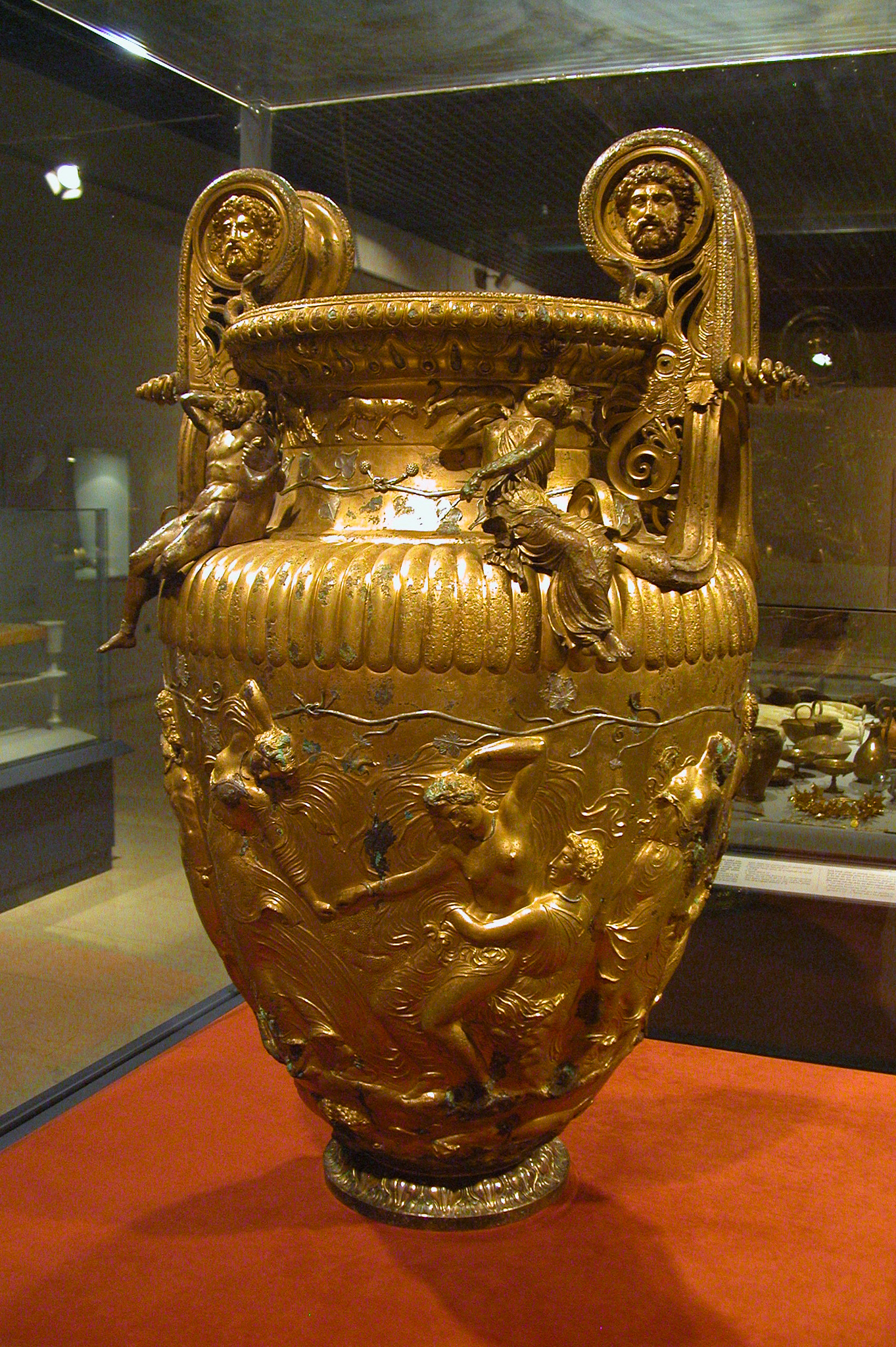
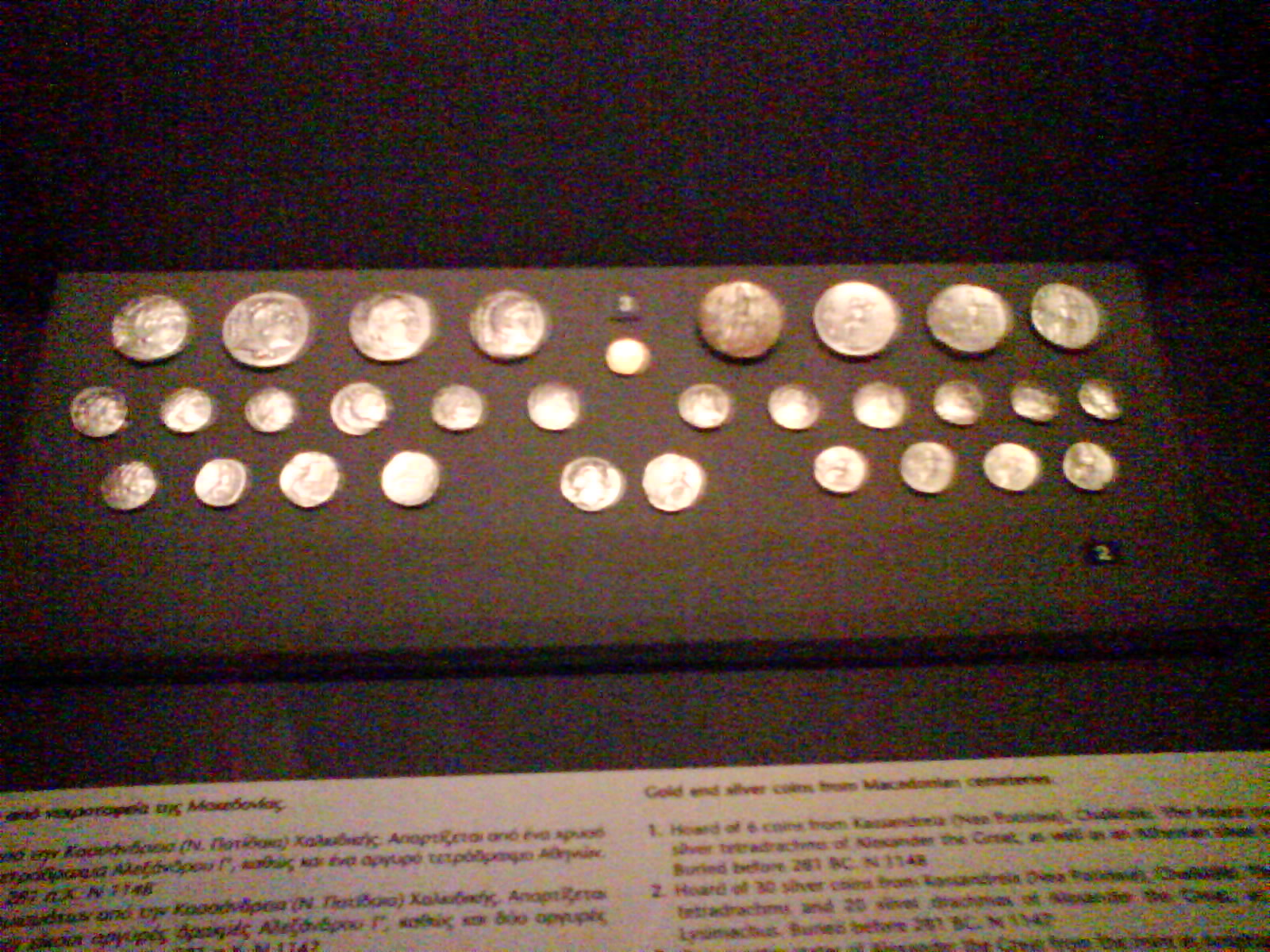
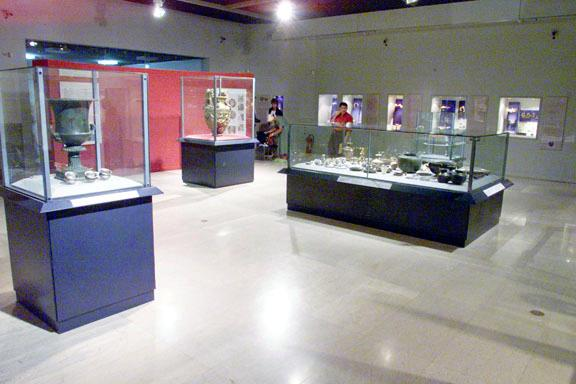
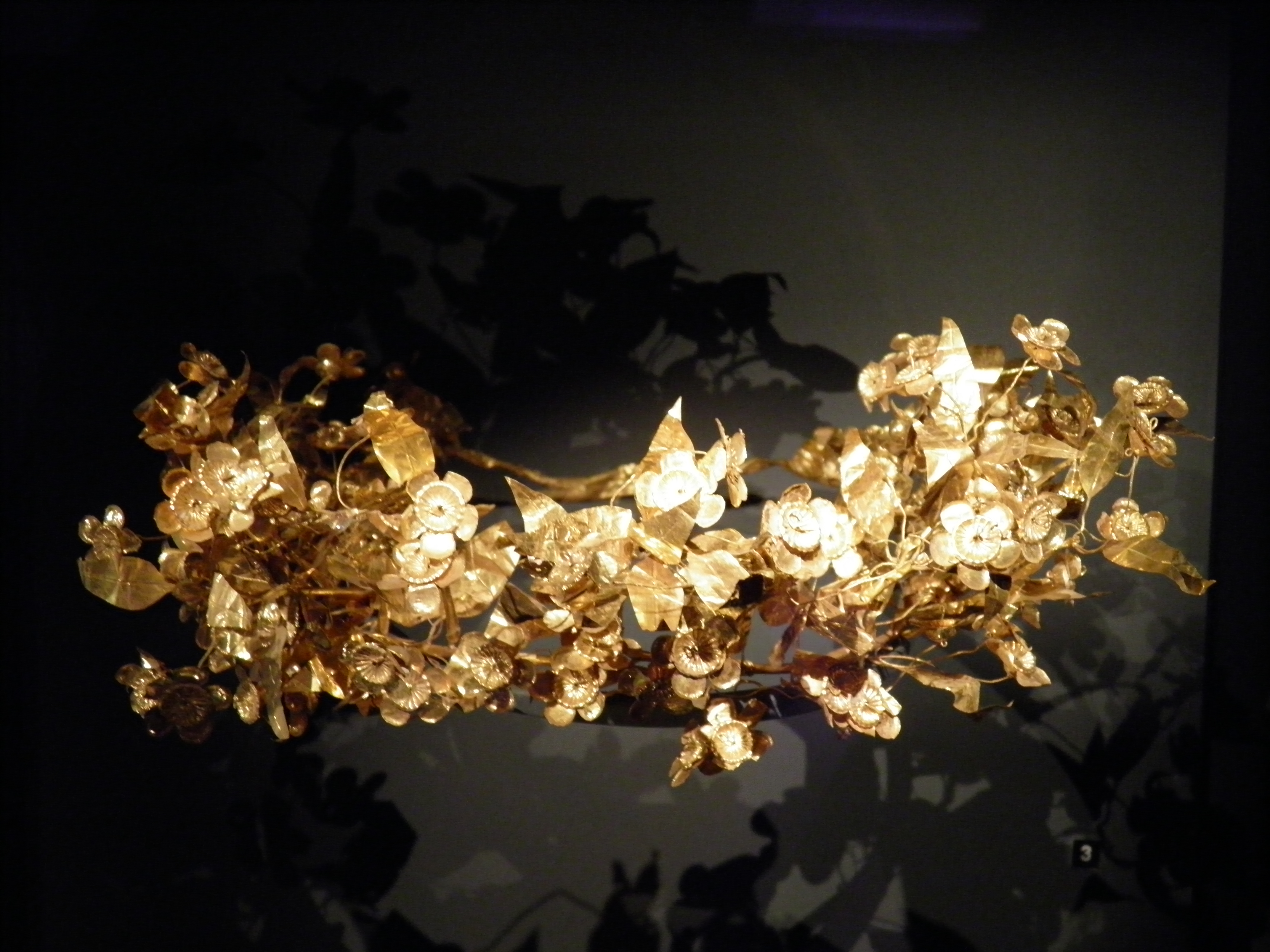
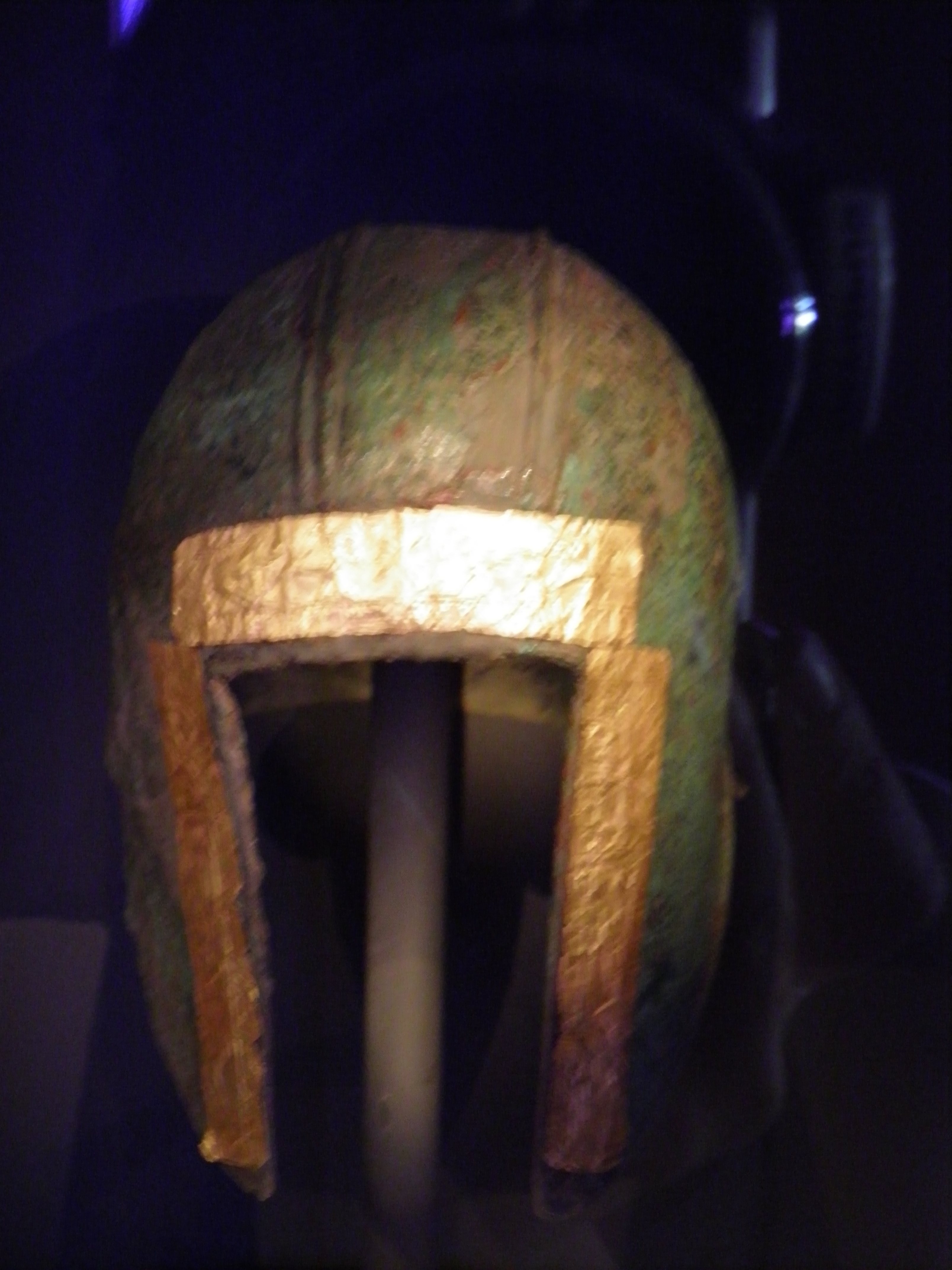
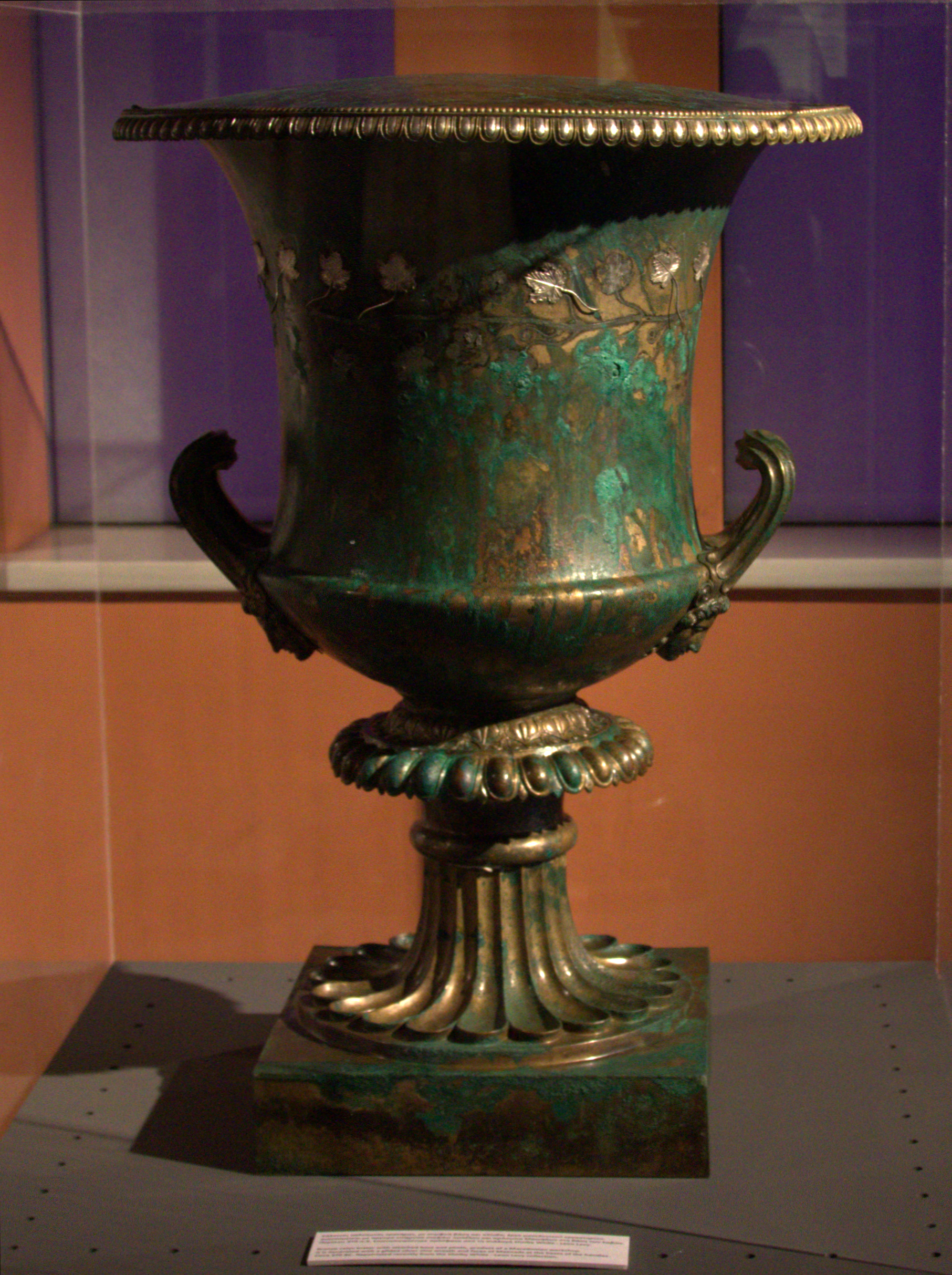
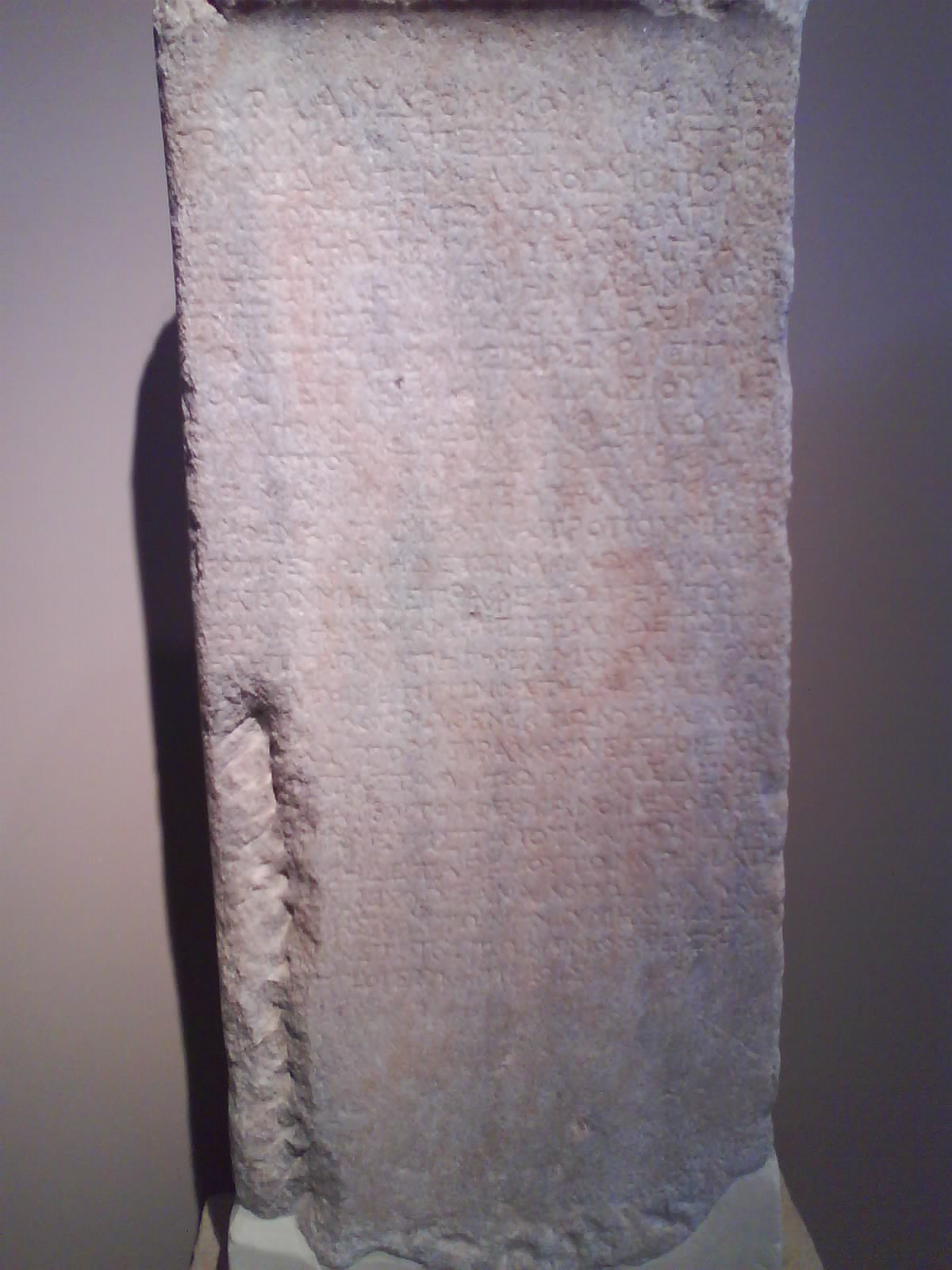
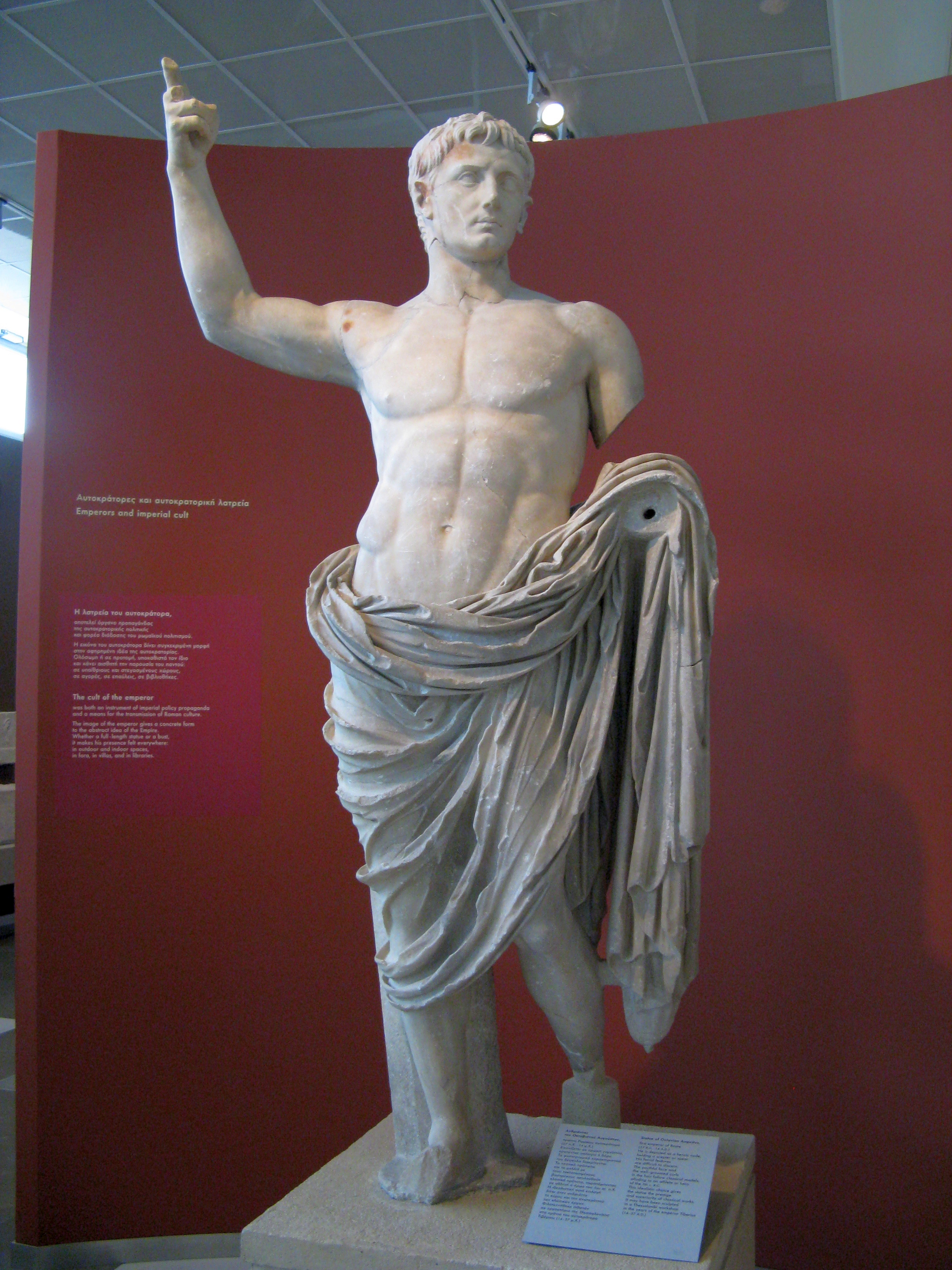
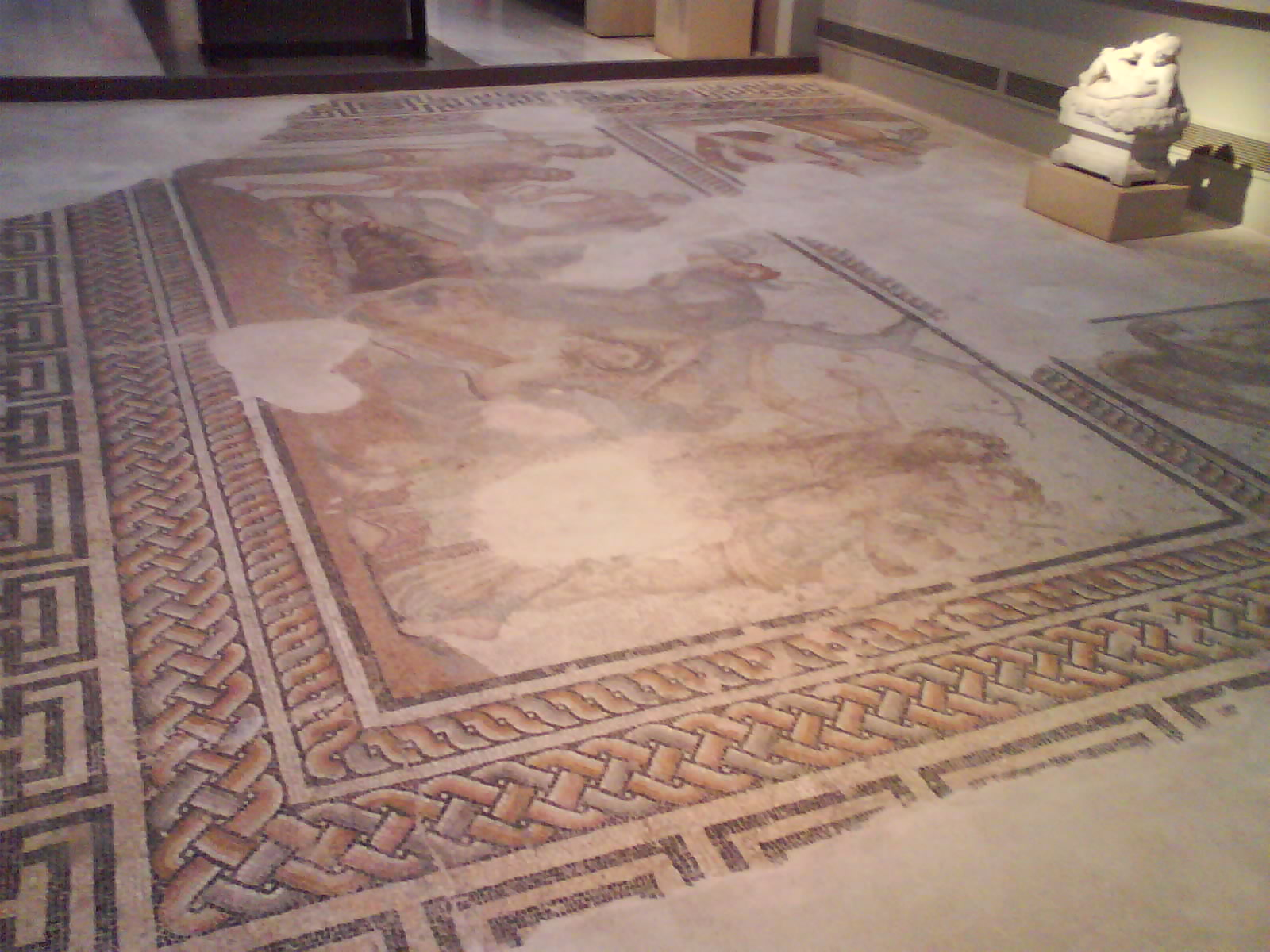
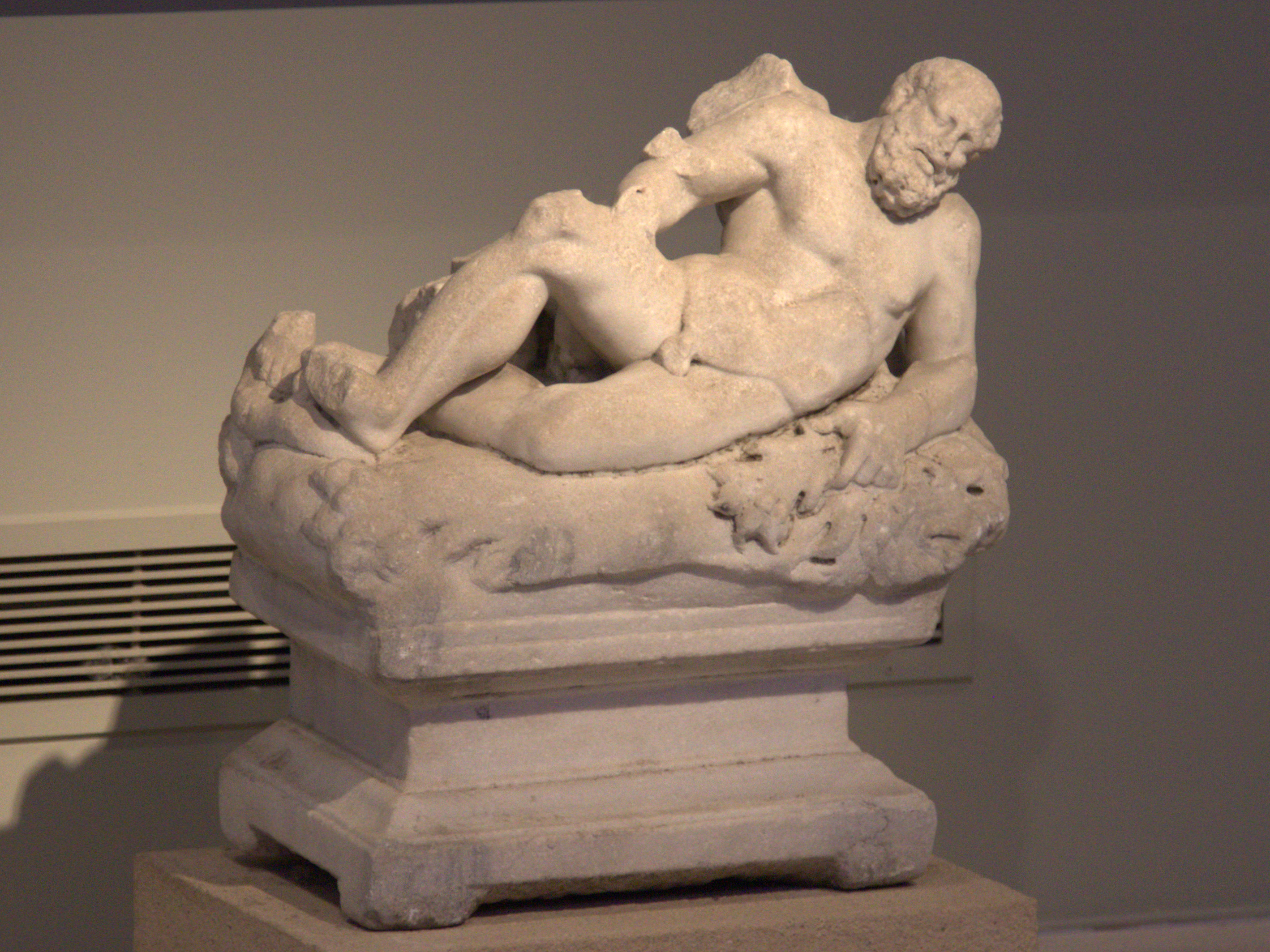
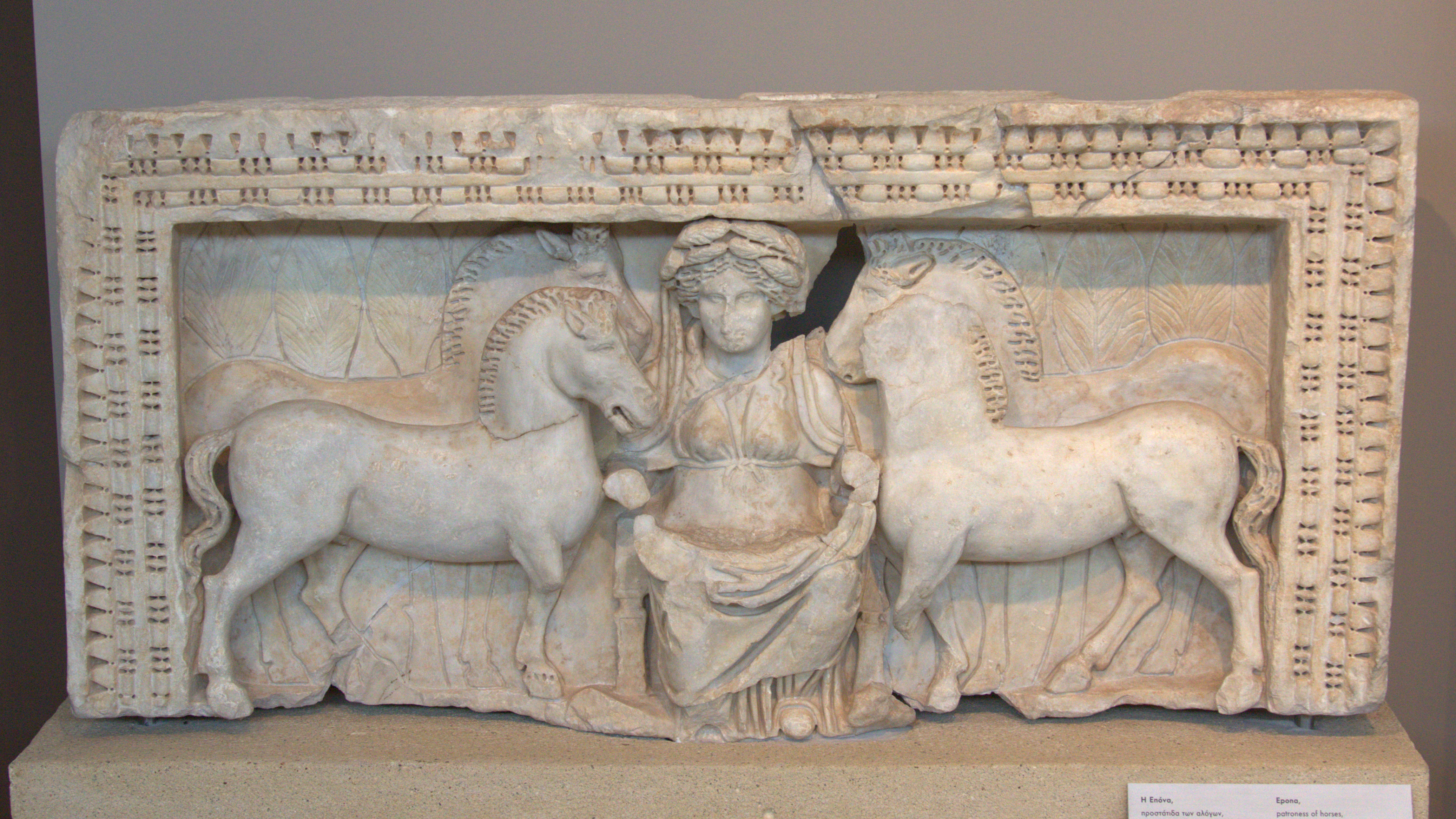